# Połkownik Żelazowo
Połkownik Żelazowo (bułg. Полковник Желязово) – wieś w Bułgarii, w obwodzie Kyrdżali, w gminie Krumowgrad. W 2024 roku liczyła 800 mieszkańców.